# باسكال ادمون
باسكال ادمون (بالفرنسية: Pascal Edmond)‏ هو لاعب غولف فرنسي، ولد في 19 نوفمبر 1971 في باريس في فرنسا.

## وصلات خارجية
- باسكال ادمون على موقع رابطة أوروبا للاعبي الغولف المحترفين (الإنجليزية)